# Sansevieria senegambica
Sansevieria senegambica ist eine Pflanzenart aus der Gattung Sansevieria in der Familie der Spargelgewächse (Asparagaceae). Das Artepitheton senegambica leitet sich vom lateinischen Wort senegambicus für ‚Senegambia‘, einem traditionellen Namen für das Gebiet von Senegal, Gambia, Guinea und Guinea-Bissau ab, und verweist auf das dortige Vorkommen der Art.

## Beschreibung
Sansevieria senegambica wächst stammlos als ausdauernde, sukkulente Pflanze mit 1,3 bis 1,9 Zentimeter starken kriechenden und leuchtend roten Rhizomen, die am Licht schnell hellbraun werden. Die zwei bis vier sukkulenten und rosettig angeordneten, nahezu aufrecht stehenden Laubblätter sind spitzwärts zurückgebogen bis ausgebreitet. Die einfache Blattspreite ist bei einer Länge von 30 bis 69 Zentimeter und einer Breite von 3 bis 6,4 Zentimeter linealisch oder linealisch-lanzettlich. Sie ist von der Basis her in einem 2,5 bis 7,6 Zentimeter langen, rinnigen Stiel verschmälert und geht spitzwärts von der Mitte aus allmählich in eine 4,2 bis 12,7 Millimeter lange pfriemliche Spreitenspitze über, die verschmälert und grün ist. Die Oberseite der Blätter ist dunkelgrün, manchmal auch mit undeutlichen Querbändern versehen. Die Unterseite der Blätter ist heller mit deutlichen Querbändern. Der Spreitenrand ist grün. Die Blattoberfläche ist glatt.
Die einfachen, ährigen Blütenstände sind 30 bis 50 Zentimeter hoch. Der Stiel ist hell- oder dunkelgrün mit purpurfarbenen Flecken. Die Rispen sind locker mit drei bis sechs Blüten pro Büschel besetzt. Das eiförmig-lanzettlich oder länglich-lanzettlich spitzte Tragblatt ist 6,4 bis 8,5 Millimeter lang und 2,1 bis 3,2 Millimeter breit. Der Blütenstiel ist bis zu 5,3 bis 8,5 Millimeter lang. Die zwittrigen Blüten sind dreizählig. Die Blütenhüllblätter sind weiß in der Sonne purpurfarben überhaucht. Die Blütenröhre wird 0,64 bis 1,9 Zentimeter lang.
Die Chromosomenzahl beträgt {\displaystyle 2n=40}.

## Verbreitung
Sansevieria senegambica ist in Gambia, Guinea, Guinea-Bissau, Elfenbeinküste, Senegal und in Sierra Leone an schattigen Stellen verbreitet.

## Taxonomie
Die Erstbeschreibung erfolgte 1875 durch John Gilbert Baker.
Synonyme für Sansevieria senegambica Baker sind: Sansevieria cornui Géróme & Labroy. (1903) und Acyntha senegambica (Baker) Kunze (1891).

## Nachweise